# Jules Arnous de Rivière
Jules Arnous de Rivière (4 de maig de 1830 – 11 de setembre de 1905) fou el millor jugador d'escacs francès entre les darreries dels anys 1850 i els 1870. Nascut a Nantes fill de pare francès i mare anglesa, amb el cognom Arnous-Rivière, el va modificar lleugerament per incloure-hi la partícula "de" que li donava un caire més nobiliari. És especialment conegut pel fet que fou el contrincant de Paul Morphy en les dues visites que el jugador estatunidenc va fer a París el 1858 i el 1863. Fou també el líder dels mestres que jugaven al Café de la Régence els anys 1870-1880, heretant en certa manera aquest paper de Lionel Kieseritzky, de qui havia estat deixeble.

## Resultats destacats en competició
Rivière fou 6è (de 13) al Torneig Internacional de París 1867 que se celebrà simultàniament amb l'Exposició Universal, torneig al qual hi va acabar tot just darrere dels més forts mestres estrangers, però per davant del fort parisenc Samuel Rosenthal. Rivière va tenir èxits posteriorment en diversos torneigs menors a París: 3r el 1880, 2n el 1881, 2n el 1882–3, i 3r al torneig del Café de la Régence el 1896.

### Matxs i encontres particulars
Tot i que Rivière va tenir uns molt pobres resultats en les seves partides informals contra Morphy, ho va fer bastant millor quan es tractava de matxs oficials.
Perdé un matx contra Morphy el 1858 (2½ a 3½)., i tornà a perdre el 1863 contra ell, (9 a 3). El 1855 va perdre contra Serafino Dubois, i el 1856 perdé a París contra Daniel Harrwitz, però el 1860 va vèncer en Thomas Wilson Barnes a Londres (+5 −2 =0), i en Paul Journoud a París (+7 −2 =1). El 1860 també derrotà Adolf Anderssen a París (3½ a 2½). El 1867 va vèncer en Johann Löwenthal a París (+2 −0 =0). El 1883 va perdre ajustadament un matx contra en Mikhaïl Txigorin (+4 −5 =1).

### Altres activitats
Com a promotor dels escacs, fou organitzador del Torneig de Montecarlo 1902. Rivière fou també periodista d'escacs: va escriure diverses columnes d'escacs per a diaris parisencs, i va ser redactor en cap de la revista d'escacs La Régence (de 1856 a 1857). La seva activitat no es va limitar als escacs, ja que fou també autor de llibres sobre billar i ruleta, i també va inventar d'altres jocs i es va interessar pels enigmes matemàtics. 

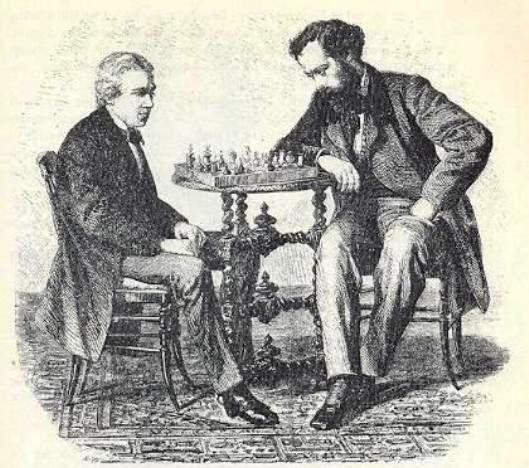
De Rivière (dreta) jugant contra Paul Morphy, París 1858

 Sota el pseudònim de Martin-Gall, va publicar un Traité populaire du jeu de billard (Flammarion, 1891), i una important oubra sobre els jocs de casino : La roulette et le trente-et-quarante (Delarue, 1882). A les acaballes de la seva vida, Arnous de Rivière s'interessà també pel bridge. Novament amb el pseudònim de Martin-Gall (que usava sempre que escrivia sobre tema diferent dels escacs), publicà un manual, Le Jeu de bridge (Delarue, 1905), que seria reeditat fins als anys 1920.